# Briuhovîci, Peremîșleanî
Briuhovîci (în ucraineană Брюховичі) este localitatea de reședință a comunei Briuhovîci din raionul Peremîșleanî, regiunea Liov, Ucraina.

## Demografie
Componența lingvistică a localității Briuhovîci
     Ucraineană (100%)
Conform recensământului din 2001, toată populația localității Briuhovîci era vorbitoare de ucraineană (100%).